# Кенеди (округ)
Округ Кенеди (англ. Kenedy county) — округ штата Техас Соединённых Штатов Америки. На 2000 год в нем проживало 414 человек. По оценке бюро переписи населения США в 2008 году население округа составляло 388 человек. Окружным центром является город Сарита.

## История
Округ Кенеди был сформирован в 1921 году из участков округов Хидалго и Уилласи. Округ Кенеди является самым молодым округом Техаса. Он был назван в честь Миффлина Кенеди, одного из ранних фермеров на территории округа.

## География
По данным бюро переписи населения США площадь округа Кенеди составляет 5039 км², из которых 3773 км² — суша, а 1266 км² — водная поверхность (25,12 %).